# Pieter Sisk
Pieter Sisk (Leuven, 8 december 1999) is een Belgische atleet, die gespecialiseerd is in de middellange afstand. Hij werd tweemaal Belgisch kampioen en nam eenmaal deel aan de Olympische Spelen.

## Loopbaan

### Jeugd (2016-2018)
In 2016 bereikte Sisk als zestienjarige de finale van de 800 m op de Belgische kampioenschappen in 2016. Kort daarna maakte hij zijn internationale debuut op de Europese Kampioenschappen U18 in Tbilisi, waar hij strandde in de halve finales van de 1500 m.
In 2017 kwam Sisk als zeventienjarige in actie tijdens het hoofdprogramma van de Diamond League in Oslo (Bislett Games). Hij nam deel aan de U20 Dream Mile. Deze U20 mijl werd speciaal op poten gezet voor de Noorse atleet Jakob Ingebrigtsen, die in deze wedstrijd het toenmalig wereldrecord U20 verbrak. Sisk werd achtste in een tijd van 4.08,01. In 2018 wist hij zich met een tijd van 1.47,98 te plaatsen voor de 800 m op de wereldkampioenschappen U20 in Tampere. Hier bereikte hij de halve finale om uiteindelijk veertiende te worden.

### Blessures en comeback (2019-2022)
Na twee jaar afwezigheid door meerdere blessures verbeterde Sisk in 2021 zijn drie jaar oude 800 m record naar 1.46,24. Op diezelfde afstand bereikte hij dat jaar ook de finale van het Europees kampioenschap U23, waarin hij zevende werd. In 2022 miste Sisk opnieuw een volledig seizoen door een nieuwe blessure.

### 2023
In 2023 bracht hij zijn persoonlijke records naar 1.45,82 (800 m) en 3.35,12 (1500 m), tijden die hem op dat moment respectievelijk een negende en een vijfde plaats op de Belgische aller tijden ranking van dat moment opleverden.

### 2024
In 2024 liep Sisk indoor een 800 m in 1.46,10, goed voor de op dat moment tweede snelste tijd ooit in België en verbeterde hij daarna het Belgisch record op de 1000 m naar 2.17,17. Outdoor zette hij zijn sterke vorm voort met een 800 m in 1.44,46, op dat moment de vijfde snelste Belgische tijd, een 1000 m in 2.15,52, de tweede snelste ooit in België op slechts twee honderdste van het Belgisch record van Ivo Van Damme en een 600 m in 1.15,19, eveneens de tweede snelste ooit in België tot dan toe. Op basis van zijn 800 m tijd kwalificeerde hij zich voor de Europese kampioenschappen in Rome en de Olympische Spelen in Parijs. Op de EK strandde hij in de eerste ronde van de 800 m. Op de Olympische Spelen eindigde hij in de series van de 800 m als zesde. In de herkansing finishte hij als derde met een tijd van 1.45,49, wat uiteindelijk net niet volstond voor de halve finales. Direct na de Olympische Spelen liep Sisk op de Diamond League-meeting van Lausanne naar een persoonlijk record op de 800 m van 1.43,48, de tweede snelste Belgische tijd ooit tot dan toe. In de zomer van 2024 werd Sisk eveneens Belgisch kampioen op de 1500 m en trad hij tweemaal op als haas voor Jakob Ingebrigtsen tijdens de Diamond League-meetings in Monaco en Silesia, waar respectievelijk een Europees record op de 1500 meter en een wereldrecord op de 3000 meter werden gevestigd.

### Clubs
Sisk is sinds zijn jeugd aangesloten bij Daring Club Leuven Atletiek en traint sinds 2017 onder Ivo Hendrix.

## Belgische kampioenschappen
Outdoor
| Onderdeel | Jaar |
| --------- | ---- |
| 1500 m    | 2024 |

Indoor
| Onderdeel | Jaar |
| --------- | ---- |
| 1500 m    | 2025 |

## Persoonlijke records
Outdoor
| Onderdeel | Prestatie    | Datum            | Plaats    |
| --------- | ------------ | ---------------- | --------- |
| 600 m     | 1.15,19      | 19 juni 2024     | Luik      |
| 800 m     | 1.43,48      | 22 augustus 2024 | Lausanne  |
| 1000 m    | 2.15,29 (NR) | 9 augustus 2025  | Oordegem  |
| 1500 m    | 3.31,85      | 20 juni 2025     | Parijs    |
| 3000 m    | 7.51,07      | 1 mei 2023       | Herentals |

Indoor
| Onderdeel | Prestatie    | Datum           | Plaats    |
| --------- | ------------ | --------------- | --------- |
| 800 m     | 1.46,10      | 27 januari 2024 | Apeldoorn |
| 1000 m    | 2.17,17 (NR) | 3 februari 2024 | Gent      |
| 1500 m    | 3.36,71      | 19 januari 2025 | Luxemburg |

## Palmares

### 800 m
- 2018:  BK indoor AC - 1.52,13
- 2018: 8e in ½ fin. WK U20 te Tampere - 1.49,82
- 2019:  BK indoor AC - 1.50,57
- 2021: 7e EK U23 te Tallinn - 1.47,99
- 2023:  BK AC - 1.47,18
- 2024:  BK indoor AC - 1.46,93
- 2024: 8e in series EK te Rome - 1.45,87
- 2024: 3e in herkansingen OS te Parijs - 1.45.49 (1.46,60 in series)
- 2025: 7e FBK Games - 1.45,12
- 2025: 10e Gyulai István Memorial - 1.44,85

Diamond League-resultaten
- 2024: 5e Athletissima Lausanne - 1.43,48
- 2025: 9e Meeting International Mohammed VI d'Athlétisme de Rabat - 1.45,10

### 1500 m
- 2016: 8e in ½ fin. EK U18 te Tbilisi - 4.04,90
- 2023:  BK indoor AC - 3.56,03
- 2024:  BK AC - 3.43,07
- 2025:  BK indoor AC - 3.43,82
- 2025: 9e in serie EK indoor te Apeldoorn - 3.43,02

Diamond League-resultaten
- 2025: 13e Meeting de Paris - 3.31,85